# 에너지 절약
에너지 절약(Energy conservation)은 효율적 사용 또는 소비의 절감 등으로 사용하는 에너지의 양을 줄이는 것이다. 에너지의 절약을 통해 재정 절약, 환경의 가치, 인류의 편의의 향상을 도모할 수 있다. 에너지의 직접적인 소비자인 개인이나 단체는 에너지 비용의 절감을 위해 에너지를 절약하려 한다. 산업과 상업의 소비자는 효율을 개선하여 이익을 극대화하려 한다.
에너지 절약은 에너지 정책의 중요한 요소이다. 에너지를 절약함으로써 인구증가에 따른 에너지 비용을 감소시키며, 새로운 발전소를 건설하거나 에너지를 수입할 필요가 없도록 한다. 에너지 절약은 에너지 부족에 대한 최선의 경제적인 해결책이 되기도 한다.
에너지 배출을 줄이면 기후 변화의 폭을 줄이는 데 큰 도움이 된다. 에너지를 절약하면 다시 만들어낼 수 없는 자원을 재생 가능 에너지로 대체하는 작업이 용이해진다. 에너지 절약은 종종 에너지 부족의 가장 경제적인 해결책이 되며, 에너지 생산을 늘리는 것보다는 환경 친화적이다.

## 실천
일반적으로 알려져 있는 비용대비효과를 높일 수 있는 방법은 다음과 같다.
- 불필요한 기기는 사용하지 않는다.
- 온도, 습도 등의 설정을 점검하고, 운용 방법을 개선한다.
- 제조업 등에서는 공정, 제조방법을 점검한다.
- 설비, 기기의 보수, 효율적인 설비로의 교체

이 밖에도 에너지를 줄일 수 있는 방법은 여러 가지가 있다.
- 쓰지 않는 플러그는 뽑아 놓고, 쓰지 않는 조명은 꺼두어야 한다.[1] 일정 시간이 지나면 기기로의 전기 공급이 끊기는 플러그 타이머 따위의 상품이 존재한다.
- 가까운 거리는 자동차, 엘레베이터, 에스컬레이터 따위를 이용하기보다는 걸어다니는 것이 좋다.[note 1][2][3] 거리가 그리 가깝지 않다면 자전거라는 선택지가 있다.
- 냉,난방
  - 겨울철 실내 온도는 18~20도, 여름은 25~27도 정도를 유지한다.
  - 에어컨 대신 선풍기를 사용한다. 에어컨 한 대의 전기 사용량은 선풍기 열 대, 혹은 열다섯 대와 동일하다. 또한 에어컨과 선풍기를 같이 사용하면 전기 사용량을 줄일 수 있다.[4] 제습기로 습도를 낮추면 체감온도가 내려간다. 선풍기 모터 케이스에 알루미늄 캔 따위를 달면 모터에서 생겨나는 열을 방출해 바람의 온도가 조금 내려가는 효과가 있다.[5]
  - 창문 앞에 암막커튼[6]이나 블라인드를 달고, 창문에 뽁뽁이, 창틀과 문틀 사이에 문풍지나 문풍재, 벽에 단열폼블럭을 붙이는 등 집의 단열능력을 향상시키는 조치를 취한다. 집의 단열능력이 근본적으로 취약한 경우 단열 보강공사를 할 수도 있다. 룸텐트를 사용하면 난방구역이 최소화되어 난방에너지를 절약할 수 있다.[7][8]
- 컴퓨터, 모바일 기기
  - 절전 모드를 사용한다.[9]
  - 목적에 맞는 수준의 제품을 구입하여 과다한 전기를 사용하지 않도록 한다.[note 2]
  - 화면은 소비 전력의 상당 부분을 차지한다. 밝기는 필요한 만큼으로 줄이고, 테마나 바탕화면을 검은색이나 어두운 계열로 하여 에너지를 절약하자.[10]
  - 컴퓨터의 경우 일정 시간이 지나면 자동으로 꺼지게 하자.
  - 장기간 사용하지 않을 경우 와이파이나 블루투스, GPS, 쓸모 없는 프로그램은 꺼두고 가급적이면 진동 모드는 사용하지 말자.[11]
  - 안읽는 이메일함을 정리하자. 이메일이 쌓여있으면 서버 전기가 더 먹기 때문이다.
  - 위키의 링크를 최신으로 수정하자. ○○에서 넘어옴을 줄여야 서버 전기가 절감된다.

## 같이 보기
- 에너지 스타
- 광공해
- 쿨 워크
- 열효율
- 스웨덴의 석유 독립 정책
- 절전기
- (영어) 위키책:에너지 사용을 줄이는 방법